# Andrew Ellis
Andrew Ellis (Leeds, 21 de enero de 1987) es un deportista británico que compitió en bádminton para Inglaterra en la modalidad de dobles.
Ganó dos medallas de bronce en el Campeonato Europeo de Bádminton, en los años 2012 y 2014.

## Palmarés internacional
| Representando a Inglaterra |                     |                   |        |
| Campeonato Europeo         |                     |                   |        |
| Año                        | Lugar               | Medalla           | Prueba |
| 2012                       | Karlskrona (Suecia) | Medalla de bronce | Dobles |
| 2014                       | Kazán (Rusia)       | Medalla de bronce | Dobles |